# Heer (Wehrmacht)
El Deutsches Heer (en español: Ejército Alemán, pronunciado /heːɐ̯/ (escucharⓘ)) eran las fuerzas terrestres de la Wehrmacht, las fuerzas armadas alemanas desde 1935 hasta 1945. Durante la Segunda Guerra Mundial, un total de unos 13.6 millones de soldados sirvieron en el Heer, de los cuales murieron unos 4 millones. Separado del Heer, las Waffen-SS era una fuerza militar multiétnica y multinacional del Tercer Reich. Creciendo desde tres regimientos a más de 38 divisiones durante la Segunda Guerra Mundial, sirvió al lado del Heer pero formalmente nunca fue parte de este.
Solo 17 meses después que Hitler anunció públicamente el programa de rearme, el Heer alcanzó su planeada meta de 36 divisiones. Durante el otoño de 1937, se formaron dos cuerpos más. En 1938, se formaron cuatro cuerpos adicionales con la inclusión de las cinco divisiones del Ejército austríaco después del Anschluss de marzo. Durante su período de expansión bajo Adolf Hitler, el Heer continuó desarrollando los conceptos surgidos durante la Primera Guerra Mundial, combinando elementos terrestres (Heer) y aéreos (Luftwaffe) en equipos de armas combinadas. Unidos a métodos operativos y tácticos tales como los embolsamientos y la "batalla de aniquilación", el Heer obtuvo rápidas victorias en los dos primeros años de la Segunda Guerra Mundial e impulsó el empleo de la palabra Blitzkrieg (literalmente guerra relámpago) para describir las técnicas empleadas.
El Heer entró a la guerra con la mayoría de sus formaciones basándose en carretas y caballos para su transporte. La infantería continuó como tal durante la guerra; la artillería también continuó siendo principalmente remolcada por caballos. Las formaciones motorizadas recibieron mucha atención por la prensa mundial en los años previos a la guerra, siendo citadas como la principal razón para el éxito de las invasiones alemanas de Polonia (septiembre de 1939), Noruega y Dinamarca (abril de 1940), Bélgica, Francia y Países Bajos (mayo de 1940), Yugoslavia (abril de 1941) y las primeras campañas en la Unión Soviética (junio de 1941). Sin embargo, sus formaciones motorizadas y de tanques solamente representaban el 20% de la capacidad del Heer en su máximo de fuerza.[cita requerida] La falta de camiones del Heer (y de combustible para hacerlos funcionar) fue una severa desventaja para el movimiento de la infantería, especialmente durante y después de la invasión Aliada de Normandía, cuando el poder aéreo Aliado devastó los ferrocarriles franceses al norte del Loira. El transporte de los Panzer también dependía del ferrocarril: manejar un tanque por más de 150 kilómetros desgastaba sus orugas.

## Estructura

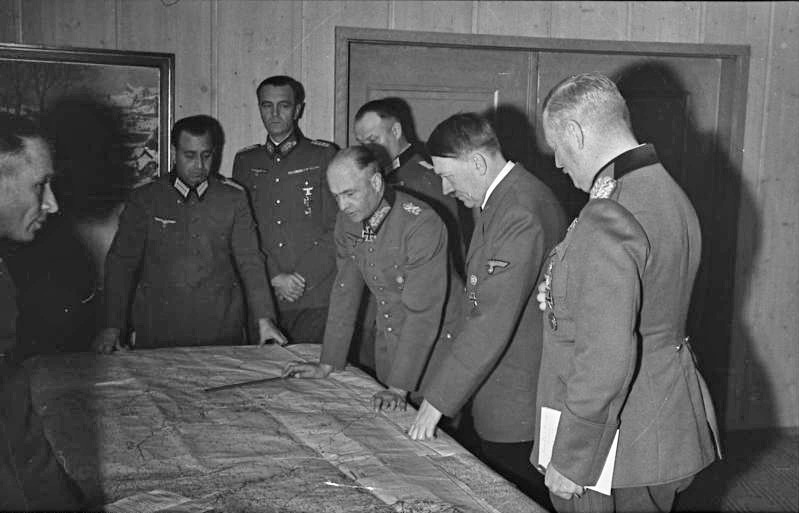
Adolf Hitler junto a los generales Keitel, Paulus y von Brauchitsch, discutiendo la situación en el Frente del Este en octubre de 1941.

El Oberkommando des Heeres (OKH) era el Alto Mando del Heer desde 1936 hasta 1945. En teoría, el Oberkommando der Wehrmacht (OKW) actuaba como el Alto Mando de las Fuerzas Armadas de la Alemania nazi, coordinado las operaciones del Heer, la Kriegsmarine y la Luftwaffe. En la práctica, el OKW cumplía el papel subordinado de Alto Mando personal de Hitler, traspasando sus ideas a planos militares y órdenes, que luego eran emitidas a las tres fuerzas. Sin embargo, mientras la guerra avanzaba, el OKW se encontró ejerciendo una creciente autoridad de mando directo sobre unidades militares, especialmente en occidente. Esto creó una situación que para 1942, el OKW mandaba de facto las fuerzas del Teatro Occidental, mientras que el OKH servía a Hitler como su Alto Mando personal en el Frente del Este.
El Abwehr fue el servicio de inteligencia del Heer desde 1921 hasta 1944. La palabra Abwehr (defensa, en alemán, indicando aquí contraespionaje) fue empleada como una concesión a las exigencias Aliadas sobre que las actividades de inteligencia en Alemania después de la Primera Guerra Mundial solamente debían ser propósitos "defensivos". Después del 4 de febrero de 1938, su título pasó a ser Oficina/Departamento de Ultramar para Defensa del Alto Mando de la Wehrmacht (Amt Ausland/Abwehr im Oberkommando der Wehrmacht).
La Alemania nazi utilizaba el sistema de distritos militares (Wehrkreis, en alemán) para que los comandantes de campo tuvieran la menor cantidad posible de trabajo administrativo, así como para proveer un flujo regular de reclutas entrenados y suministros a las fuerzas desplegadas. El método adoptado por el OKW fue separar al comandante (Oberbefehlshaber des Heeres) del Heer del Mando Territorial (Heimatkriegsgebiet), encargando las responsabilidades de reclutamiento, entrenamiento, equipos y suministros al Mando Territorial.
El comandante de un cuerpo de Infantería también estaba al mando del Wehrkreis con el mismo número de soldados en tiempo de paz, pero al iniciarse la guerra el mando del Wehrkreis pasaba a su lugarteniente.
Antes del inicio de la guerra, también existían cuatro Cuerpos de Ejército Motorizados (Armeekorps (mot.)), que en efecto eran, mandos para controlar el entrenamiento de las formaciones Panzer y Panzer Ligeras, las cuales no tenían distritos militares correspondientes, pero eran dotadas con reclutas y suministros por los distritos en donde se hallaban las guarniciones de origen del mando del cuerpo, o sus formaciones subordinadas. Los distritos estaban organizados en una jerarquía que incluía los Mandos de Área (Wehrersatzbezirk Hauptquartier) y Sub-área (Wehrbezirk Hauptquartier).             

### Organización de las fuerzas desplegadas

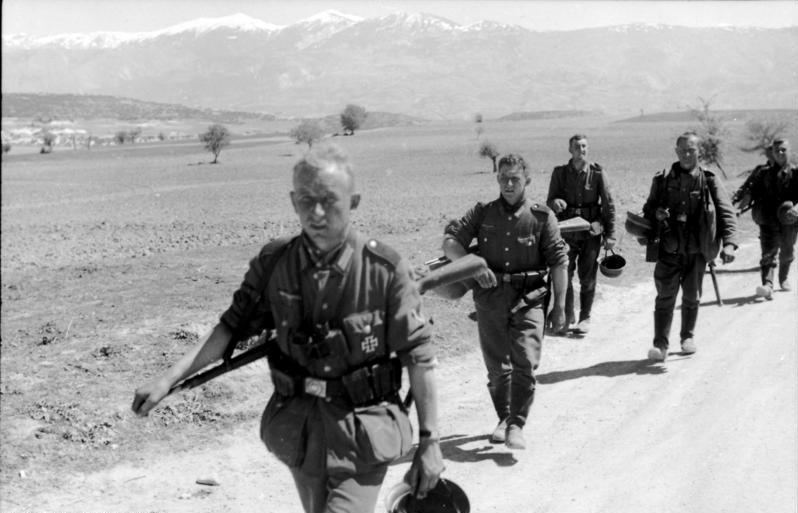
Soldados alemanes en Grecia, abril de 1941.

El Heer estaba principalmente estructurado en Grupos de ejército (Heeresgruppen, véase Grupos de ejércitos de Alemania), consistiendo en varios ejércitos que fueron reubicados, reestructurados o rebautizados en el curso de la guerra. Fuerzas o países aliados, así como unidades compuestas por extranjeros, también eran asignados a las unidades alemanas.
Para la Operación Barbarroja en 1941, las fuerzas del Heer fueron asignadas a tres agrupaciones estratégicas de campaña:
- Alto Mando del Ejército en Noruega (Armee-Oberkommando Norwegen)
- Grupo de Ejércitos Norte (Heeresgruppe Nord), con Leningrado como su objetivo de campaña.
- Grupo de Ejércitos Centro (Heeresgruppe Mitte), con Smolensk como su objetivo de campaña.
- Grupo de Ejércitos Sur (Heeresgruppe Süd), con Kiev como su objetivo de campaña.

Más tarde en la campaña, el Grupo de Ejércitos Sur fue dividido en
- Grupo de Ejércitos A (Heeresgruppe A), con el Cáucaso como su objetivo de campaña.
- Grupo de Ejércitos B (Heeresgruppe B), con Stalingrado como su objetivo de campaña.

Los soldados enviados al norte de África para apoyar a las fuerzas italianas fueron inicialmente designados como el Afrika Korps. Más tarde la fuerza creció y dio origen al Panzerarmee Afrika (Ejército Blindado del África, en alemán). Las fuerzas debajo del grupo de ejércitos incluía ejércitos de campo - (véase Unidades militares alemanas de la Segunda Guerra Mundial) grupos Panzer, que más tarde pasaron a ser formaciones a nivel de ejército, cuerpos (véase Cuerpos de ejército alemanes de la Segunda Guerra Mundial) y divisiones (véase Divisiones alemanas de la Segunda Guerra Mundial).
El Heer empleaba el término Kampfgruppe, equivalente al 'grupo de combate' o Battlegroup inglés. Estas agrupaciones de combate provisionales iban desde las del tamaño de un cuerpo de ejército, como el Kampfgruppe Kampf, a mandos compuestos por varias compañías e incluso pelotones. Eran llamadas por el apellido del oficial al mando, por ejemplo Kampfgruppe Meyer. El mismo nombre era empleado por la Luftwaffe para designar a sus Gruppe-unidades de bombarderos medios, operando por cuenta propia (raras veces) o más frecuentemente dentro de un Kampfgeschwader que comprendía unidades del tamaño de un ala de la USAAF.
Las formaciones del Waffen-SS también servían junto a las unidades del Heer.
Entre los voluntarios extranjeros que sirvieron en la Wehrmacht durante la Segunda Guerra Mundial habían alemanes étnicos, holandeses, españoles y escandinavos, junto a personas de los países bálticos y los Balcanes que eran tanto voluntarios como reclutas. Los rusos reclutados de los campos de prisioneros lucharon en el Ejército Ruso de Liberación o como Hilfswilliger. Las minorías étnicas de la Unión Soviética formaron las Ostlegionen. Estas unidades estaban al mando del General Ernst August Köstring y representaban alrededor del 5% de la Wehrmacht.[cita requerida]

### Mandos, cuerpos y servicios
| - Oficiales del OKW - Alto mando del ejército - Mando Militar del Reichsprotektor - Mando general - Mando de grupo de ejércitos - Mando divisional de Infantería - Infantería - Tropas de ametralladoras - Unidades de motocicletas - Tropas de maestranza motorizada - Infantería motorizada - Granaderos blindados - Mando de división de las tropas de montaña - Tropas de montaña - Cazadores de montaña - Tropas de Caballería - Mando general de blindados - Mando de División blindada - Tropas blindadas - Tropas antitanque - Tropas de mortero (MRL) - Tropas de observadores de artillería - Tropas de artillería | - Tropas de artillería montadas - Tropas antiaéreas - Tropas de niebla (Tropas químicas) - Tropas de pioneros - Pioneros de fortaleza - Tropas de pioneros ferroviarios - Compañías de pioneros blindados - Oficiales técnicos - Tropas de señales - Señales de fortaleza - Tropas de reconocimiento (montadas) - Tropas de reconocimiento (motorizadas) - Tropas de suministros - Oficiales y Suboficiales de transporte - Tropas de transporte - Trenes blindados - Tropas de seguridad - Gendarmería de campaña - Cuerpo de Cazadores de campaña - Unidades de Derecho militar - Oficiales especializados - Tropas de topografía y mapeo | - Oficiales y Suboficiales médicos - Tropas médicas - Oficiales y Suboficiales veterinarios - Tropas veterinarias - Tropas de propaganda - Servicio canino y de palomas mensajeras - Guarnición del batallón de Viena - Mando experimental de Kummersdorf - Mando experimental de Peenemünde - Academia militar prusiana - Escuela de guerra - Batallones de entrenamiento de pioneros - Compañías de entrenamiento de pioneros ferroviarios - Regimientos de entrenamiento de blindados - Regimientos de entrenamiento de infantería - Regimientos de entrenamiento de señales - Unidades de entrenamiento de artilleros - Unidades de entrenamiento médico - Unidades de entrenamiento de niebla - Unidades de entrenamiento de observadores de artillería - Unidades de entrenamiento de transporte |

## Formaciones terrestres de la Luftwaffe
Cuatro tipos de formaciones y unidades de la Luftwaffe sirvieron en papeles terrestres junto al Heer durante la Segunda Guerra Mundial:
- La Fallschirm-Panzer Division 1 Hermann Göring (1ª División Blindada de Paracaidistas Hermann Göring, abreviada Fallschirm-Panzer-Div 1 HG) era una división blindada de élite de la Luftwaffe. La DHG combatió en el norte de África, Sicilia, Italia y el Frente del Este. La división fue creada por el Reichsmarschall Hermann Göring y durante la guerra aumentó su tamaño desde un batallón (abteilung, en alemán), a un cuerpo Panzer
- Los Fallschirmjäger (o comandos paracaidistas, del alemán fallschirm (paracaídas) y jäger (cazador, comando); nombre aplicado también a la infantería ligera). Ellos fueron los primeros en tomar parte de operaciones aerotransportadas a gran escala durante la Segunda Guerra Mundial, principalmente durante la Batalla de Creta, que demostró ser difícil para estas unidades. Durante todo su período de existencia, el comandante de los Fallschirmjäger fue Kurt Student.
- Las Divisiones de campo de la Luftwaffe (Luftwaffen-Feld-Divisionen) eran formaciones militares que aun siendo parte de la Luftwaffe, servían dentro de la estructura organizativa del Heer. Las divisiones de campo de la Luftwaffe en su mayoría estaban organizadas bajo el mismo principio que las divisiones de infantería del Heer.
- Los Flakkorps y Flakdivision (cuerpos y divisiones de artillería antiaérea), que servían como los cuarteles para controlar las pequeñas unidades antiaéreas anexas a las formaciones del Heer antes que divisiones separadas y organizadas para combate terrestre. Sin embargo, también servían como formaciones de área desplegadas para proteger grandes ciudades importantes y áreas fortificadas.

## Métodos operativos
La doctrina operativa alemana ponía énfasis en rápidos movimientos de tenaza y flanqueos destinados a eliminar al enemigo lo más rápidamente posible. Esta "estrategia", denominada guerra relámpago, fue una doctrina operativa instrumental en los éxitos de las invasiones a Polonia y Francia.

## Tácticas

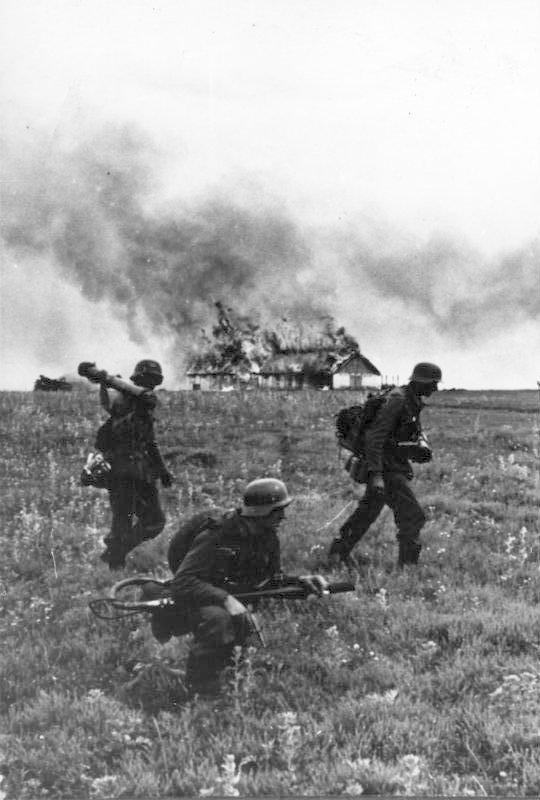
Soldados de la División Großdeutschland durante la Operación Barbarroja, 1941.

La fuerza militar del Heer era administrada a través de tácticas basadas en la misión (Auftragstaktik) en lugar de tácticas basadas en órdenes puntuales y una disciplina casi proverbial. Una vez iniciada una operación, ya sea ofensiva o defensiva, la velocidad de respuesta ante las cambiantes circunstancias era considerada más importante que el planeamiento cuidadoso y la coordinación de nuevos planes.[cita requerida]
Para la opinión pública, el Heer era y a veces es visto como un ejército de alta tecnología, ya que las nuevas tecnologías que fueron introducidas antes y durante la Segunda Guerra Mundial influenciaron el desarrollo de su doctrina táctica. Estas tecnologías eran descritas por la propaganda, pero con frecuencia solamente estaban disponibles en pequeñas cantidades o a finales de la guerra, ya que los suministros de materias primas y armamentos se reducían cada vez más. Por ejemplo, al no tener la suficiente cantidad de vehículos motorizados para equipar a más de una pequeña parte de su ejército, los alemanes eligieron concentrar todos los vehículos disponibles en una pequeña cantidad de divisiones que serían completamente motorizadas. Las otras divisiones seguirían basándose en caballos para remolcar cañones, otros equipos pesados y las carretas de suministros, mientras que los soldados marcharían o montarían bicicletas. En el cénit de la motorización, solamente el 20% de las unidades del Heer estaban completamente motorizadas.[cita requerida] El pequeño contingente alemán que combatió en el norte de África estaba completamente motorizado (emplear caballos en el desierto es casi imposible, por la necesidad de transportar grandes cantidades de agua y forraje), pero la fuerza mucho más grande que invadió Rusia en junio de 1941 solamente tenía unos 150.000 camiones y unos 625.000 caballos (en Rusia el agua era abundante y los caballos podían pastar varios meses al año - reduciendo así la carga en la cadena de suministros). Sin embargo, la producción de nuevos vehículos motorizados en Alemania, incluso con la explotación de las industrias de los países ocupados, no podía seguir el ritmo de las grandes pérdidas de vehículos motorizados en Rusia durante el invierno de 1941-1942. Desde junio de 1941 hasta finales de febrero de 1942, las fuerzas alemanas habían perdido en Rusia unos 75.000 camiones por desgaste mecánico y en combate - aproximadamente la mitad de los que tenían al inicio de la campaña. La mayoría de éstos se perdieron durante la catastrófica retirada ante la contraofensiva rusa desde diciembre de 1941 hasta febrero de 1942. Otras pérdidas sustanciales ocurrieron durante la derrota del 6º Ejército en Stalingrado en el invierno de 1942-1943. Así que hubo períodos donde el porcentaje de unidades motorizadas se redujo hasta el 10%.[cita requerida]
Los alemanes adaptaban sus tácticas a la situación al separar sus fuerzas en dos categorías móviles: las formaciones de infantería (aquellas divisiones que dependían de la marcha, bicicletas y caballos) y las "formaciones rápidas" ("schnelle Verbaende" - las divisiones de infantería motorizadas y blindadas).[cita requerida]
En las operaciones ofensivas, las formaciones de infantería eran empleadas para atacar más o menos simultáneamente a lo largo de una gran parte del frente, para retener a las fuerzas enemigas delante y atraerlas hacia ellas, mientras que las formaciones móviles se concentraban de una (por ejemplo en la caída de Francia en 1940, las diversas ofensivas en el norte de África y la contraofensiva final en Bélgica en 1944) a cuatro concentraciones (por ejemplo tres concentraciones en Polonia y cuatro en la Operación Barbarroja en Rusia) que solamente atacaban estrechos sectores del frente, rompiendo la retaguardia del enemigo y rodeándolo. Algunas unidades de infantería seguían la ruta de las formaciones móviles, limpiando, ensanchando el corredor creado por el ataque y reforzando el cerco a las formaciones enemigas dejadas atrás, para luego destruirlas gradualmente en ataques concéntricos. Uno de los problemas más importantes que aquejaba a las ofensivas alemanas y que inicialmente alarmó a los comandantes era el espacio creado entre las veloces "formaciones rápidas" y la infantería que las seguía, ya que la infantería era considerada un requisito previo para proteger los flancos de las "formaciones rápidas" y permitir que las columnas de suministro que transportaban gasolina, diésel y municiones llegasen a ellos.[cita requerida]
En operaciones defensivas, las formaciones de infantería eran desplegadas a lo largo del frente para mantener la principal línea de defensa y las formaciones móviles eran concentradas en una pequeña cantidad de ubicaciones, desde donde lanzaban contraataques concentrados a las fuerzas enemigas que habían roto la línea defensiva de la infantería. En el otoño de 1942, en El Alamein, una escasez de combustible obligó al Mariscal de campo Erwin Rommel a esparcir sus unidades blindadas a lo largo del frente en concentraciones del tamaño de un batallón para reducir las distancias de recorrido a cada sector antes que mantenerlas concentras en un solo lugar. En 1944, Rommel argumentaba que ante la gran supremacía aérea anglo-estadounidense, ya no era posible emplear la táctica de "formaciones rápidas" concentradas porque no podían moverse lo suficientemente rápido para dirigirse a las ubicaciones amenazadas debido al corte de todas sus rutas por los cazabombarderos Aliados. Por lo tanto sugirió esparcir estas unidades a lo largo del frente, detrás de la infantería. Sus comandantes y oficiales, que tenían menos experiencia sobre el efecto del poder aéreo Aliado, se opusieron vehementemente a su sugerencia, argumentando que violaría el principio básico de la concentración de fuerzas.[cita requerida]

## Uso de fortificaciones y defensas de campo
Entre las fortificaciones alemanas figuran la Línea Sigfrido, que estaba destinada a la defensa de las fronteras occidentales, y la Muralla del Atlántico, levantada bajo el mando del Mariscal de campo Rommel y que se extendía desde Dinamarca a la frontera de Francia con España. Durante las últimas etapas de la guerra, los alemanes usaron ampliamente las ciudades fortificadas (llamadas Festungen), tales como Metz, Varsovia y Poznań.[cita requerida]
Al construir defensas de campo temporales, el Heer se basaba en las tácticas defensivas desarrolladas durante la Primera Guerra Mundial. La Infantería ocuparía hasta cinco líneas de defensa, la primera solamente siendo puestos avanzados ligeramente defendidos. Más atrás se emplazarían posiciones antitanque y de artillería, de preferencia fuera del alcance de la artillería de campaña enemiga. Las formaciones blindadas se ubicarían detrás de estas posiciones preparadas, para contraatacar ante cualquier rotura del frente por parte del enemigo. Las reservas blindadas emplearían una gama de tácticas contraofensivas según el tamaño de la rotura y la fuerza del enemigo. La consideración más importante para los defensores era mantener los flancos libres de cualquier rotura, sin importar su ancho, para luego tratar de cerrarla.[cita requerida]

## Armamento

### Armas de Infantería
| - Lanzallamas Flammenwerfer 35 - Pistola Luger P08 - Pistola Mauser HSc - Pistola Walther P38 - Pistola Mauser C96 - Pistola Sauer 38H - Subfusil MP 18 - Subfusil MP 35 - Subfusil MP 40 - Subfusil MP 3008 - Fusil de cerrojo Gewehr 98 - Fusil de cerrojo Karabiner 98k - Fusil semiautomático Gewehr 41 | - Fusil semiautomático Gewehr 43 - Fusil semiautomático Volkssturmgewehr 1-5 - Fusil automático FG 42 - Fusil de asalto StG 44 - Fusil de asalto StG 45 - Fusil antitanque Panzerbüchse - Ametralladora media MG 34 - Ametralladora media MG 42 - Ametralladora MG 81 - Granada de mano Stielhandgranate - Lanzacohetes antitanque Panzerfaust - Lanzacohetes antitanque Panzerschreck |  |

## Equipamiento

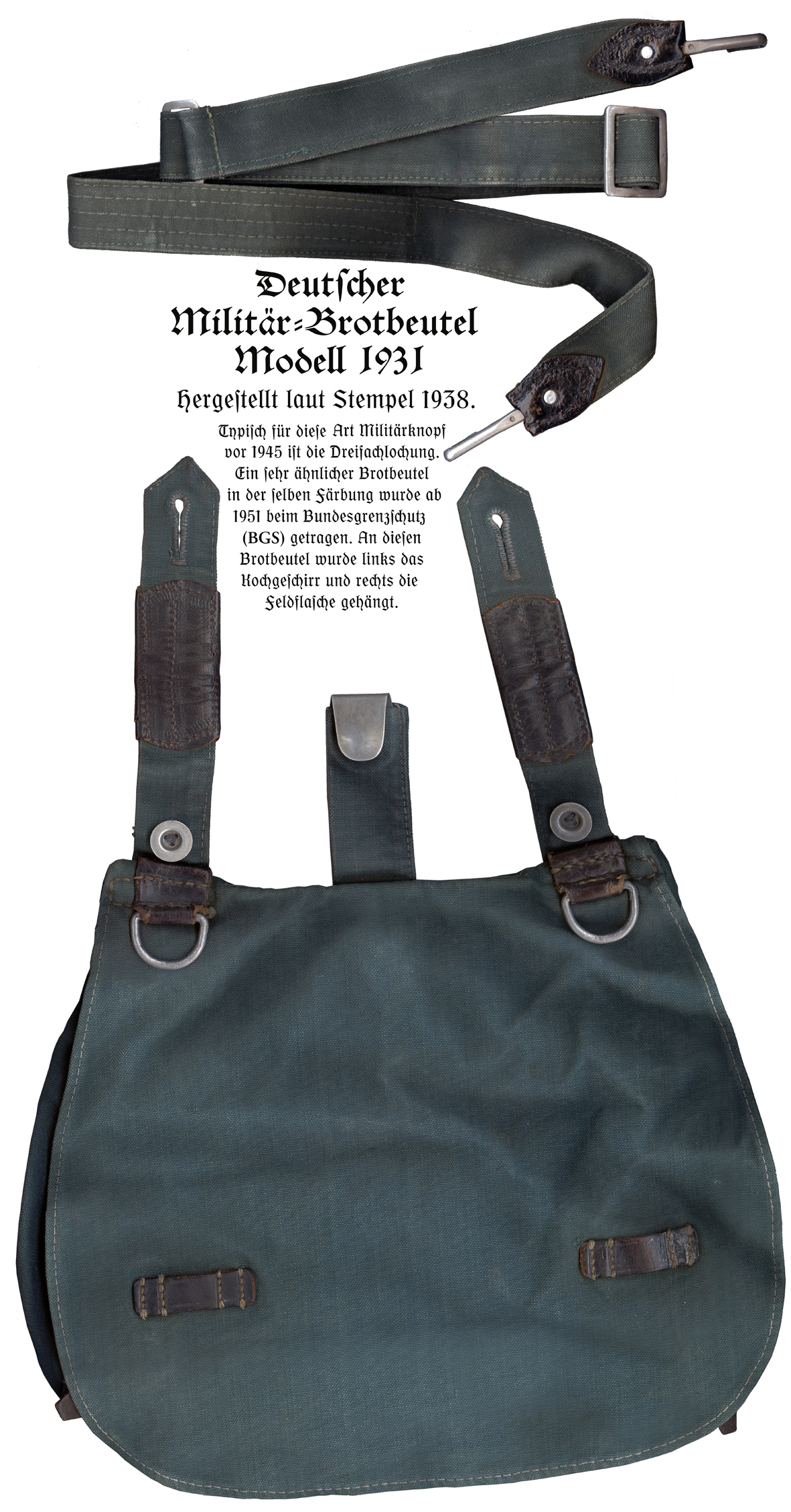
Morral para pan M 1931.

Es un mito que el Heer estaba totalmente mecanizado en la Segunda Guerra Mundial. En 1941, entre el 74 y 80% de sus fuerzas no estaba motorizado, basándose en el ferrocarril para movimiento rápido y en vehículos tirados por caballos para ir a campo través. El porcentaje de motorización continuó descendiendo. En 1944, aproximadamente el 85% de sus fuerzas no estaban motorizadas.

### Vehículos
| - Motocicletas con sidecar BMW R75 / Zündapp KS750 - Motocicleta sobre orugas SdKfz 2 - Kübelwagen - Schwimmwagen - Automóviles / camiones ligeros Einheits-PKW der Wehrmacht - Camión ligero Ford (Colonia) Modelo BB - Camión medio Borgward B 3000 - Camión medio Ford (Colonia) Modelo V8-51 - Camiones medios Ford (Colonia) Modelo B3000S, V3000S y V3000A - Camión medio Mercedes-Benz L3000 - Camión medio Opel Blitz | - Camión semioruga Maultier - Camión pesado Tatra 111 - Tractor de artillería sobre orugas RSO - Semioruga Schwerer Wehrmachtschlepper - Semioruga SdKfz 4 Maultier - Semioruga Sd.Kfz. 7 - Semioruga Sd.Kfz. 10 - Semioruga con blindaje ligero SdKfz 250 - Semioruga con blindaje medio Sd.Kfz. 251 - Automóvil blindado Leichter Panzerspähwagen - Automóvil blindado pesado Schwerer Panzerspahwagen |

### Tanques
En varias ocasiones, las fuerzas alemanas utilizaban vehículos capturados, incorporándolos a la designación alemana con sufijos que indicaban su procedencia (por ejemplo "t" para Tschechoslowakische (checoslovaco), "e" para englisch, "r" para russisch y así sucesivamente). En el caso de Checoslovaquia, sus tanques contemporáneos demostraron ser más fiables que los alemanes; los tanques checoslovacos capturados y aquellos fabricados para Alemania después de marzo de 1939 fueron una parte significativa de las fuerzas blindadas alemanas durante las invasiones de Polonia y Francia.
| - Panzer 35(t), el Skoda LT vz 35 checoslovaco - Panzer 38(t), el CKD LT vz 38 checoslovaco - Panzer I - Panzer II - Panzer III - Panzer IV - Panther | - Tiger I - Tiger II o King Tiger - Panzer VII Löwe (proyecto cancelado) - Panzer VIII Maus (proyecto cancelado, se construyeron dos prototipos) - Panzer E-100 (proyecto cancelado) - Landkreuzer P. 1000 Ratte (proyecto cancelado) - Landkreuzer P. 1500 Monster (proyecto cancelado) |

### Cazatanques
| - Elefant - Hetzer - Jagdpanzer IV - Jagdpanther - Jagdtiger - Marder I | - Marder II - Marder III - Nashorn - Panzerjäger I - Sturmgeschütz III (vehículo con doble papel) - Sturer Emil |

| - Sturmgeschütz III, el vehículo blindado de combate alemán más producido. - Sturmgeschütz IV - Sturmpanzer - Sturmtiger | - Ostwind - Kugelblitz - Flakpanzer 38(t) - Möbelwagen - Wirbelwind |

### Artillería
- Cañón de apoyo a la Infantería 15 cm sIG 33
- Cañón antitanque 3,7 cm PaK 36
- Cañón antitanque 5 cm PaK 38
- Cañón antitanque 7,5 cm PaK 40
- Cañón antiaéreo y antitanque 8,8 cm FlaK 18/36/37/41
- Lanzacohetes fumígenos Nebelwerfer
- Obús autopropulsado Wespe
- Obús autopropulsado Hummel
- Cañón ferroviario Schwerer Gustav
- Cañón ferroviario Krupp K5

## Consideraciones
El historiador y periodista británico Max Hastings dijo en una entrevista radial de la emisora WGN Chicago "...no cabe duda que hombre a hombre, el Ejército alemán fue la mayor fuerza combativa de la Segunda Guerra Mundial".[cita requerida] Su visión también es compartida en su libro Overlord: D-Day and the Battle for Normandy. Anthony Evans escribe en World War II: An Illustrated Miscellany: "El soldado alemán era muy profesional y bien entrenado, agresivo al atacar y terco en la defensa. Siempre era adaptable, especialmente en los últimos años cuando se empezó a sentir la escasez de equipamiento".
Una característica frecuentemente pasada por alto del Heer de finales de la guerra era el empleo a discreción de ametralladoras con cadencias de disparo muy altas, así como de morteros medios y pesados. Aunque para 1944 los batallones alemanes eran con frecuencia más pequeños que sus contrapartes Aliadas, todavía eran capaces, en términos de armamento, de ofrecer una mayor cantidad de fuego. Esta discrepancia en el poder de fuego relativo hacía que fuese difícil desalojar de sus posiciones a las unidades alemanas que se batían en defensiva.

## Después de la guerra
Confrontados con grandes cantidades de prisioneros de guerra alemanes después del Día de la Victoria en Europa, los Aliados mantuvieron al Feldjägerkommando III, que era una unidad alemana de policía militar del tamaño de un regimiento, armado y en actividad para ayudarles con el control de los prisioneros de guerra. El Feldjägerkommando III continuó armado y bajo control Aliado hasta el 23 de junio de 1946, cuando fue finalmente disuelto.